# Pietro III di Empúries
Pietro III di Empúries (1377 circa – 1402) fu un principe aragonese, conte di Empúries, dal 1401 alla sua morte.

## Origine
Pietro, come conferma il testamento della madre (non consultato) era il figlio secondogenito del conte di Empúries, Giovanni I e della sua seconda moglie (come confermato dagli Anales de la Corona de Aragon (Zaragoza), Tome II), Giovanna di Aragona (1344-1385), figlia secondogenita del re di Aragona,  di Valencia,  di Maiorca, di Sardegna e di Corsica e Conte di Barcellona e delle altre contee catalane Pietro IV il Cerimonioso, e della prima moglie, Maria di Navarra. 

Giovanni I di Empúries, secondo gli Anales de la Corona de Aragon (Zaragoza), Tome II, era l'unico figlio maschio del primo Conte di Prades e poi conte di Empúries, Raimondo Berengario d'Aragona e della sua seconda moglie, Maria Alvarez di Ejerica (1310-prima del 1364), figlia di Giacomo di Aragona, barone di Jérica e di Beatrice di Lauria Signora di Cocentaina, vedova di Guglielmo d'Aragona.

## Biografia
Suo padre, Giovanni I fu tra coloro che, come l'erede al trono di Aragona, Giovanni il Cacciatore, erano contrari al quarto matrimonio del re d'Aragona, Pietro IV, con Sibilla di Fortià, che portò a corte molti suoi familiari; Giovanni si ribellò al re Pietro IV, che lo sconfisse, e, nel 1386, gli confiscò la contea, annettendola ai possedimenti reali.
Dopo la morte di Pietro IV, nel 1387, il nuove re, Giovanni Il Cacciatore, riconsegnò la Contea di Empúries a suo padre, Giovanni I.
Dopo la morte di Giovanni Il Cacciatore, il 19 maggio 1396, gli succedette il suo fratello minore don Martin, salito al trono come Martino I l'Umanista, che dovette combattere contro Matteo di Foix-Béarn, conte di Foix e visconte di Béarn e di Castelbon, che si era proposto come pretendente in quanto marito di Giovanna d'Aragona, la figlia maggiore di Giovanni Il Cacciatore.

Durante questo conflitto, siccome suo padre, Giovanni I continuava ad avere rapporti con i pretendenti al trono, Giovanna e Matteo, fu imprigionato a Castellví de Rosanes, dove, nel 1398, morì.

A Giovanni I succedette il figlio primogenito, anche lui di nome Giovanni, che già reggeva la contea, come Giovanni II Conte di Empúries.
Nella conduzione della contea, Giovanni II non lasciò traccia in quanto morì poco dopo, ed essendo senza discendenza, gli succedette il fratello minore, Pietro, come Pietro III Conte di Empúries.
Pietro III governò solo pochi mesi, e, alla sua morte, lasciò la Contea di Empúries, in eredità alla moglie, Joana de Rocabertí i de Fenollet.

## Matrimonio e discendenza
Pietro aveva sposato Joana de Rocabertí i de Fenollet, figlia del visconte de Rocabertí, Felip Dalmau I, e d'Esclarmunda de Fenollet, figlia del visconte d'Illa-Canet, e, dalla quale non ebbe figli.
Dato che le proprietà della vedova Joana oltre alla Contea di Empúries, la città di Vinça ed il Conflent comprendevano anche la Baronia di Vergès, e le Signorie di Requesens, La Tallada d'Empordà e Bellcaire d'Empordà, che uniti ai possedimenti del fratello di Joana, Goffredo di Rocabertí, avrebbero creato un notevole concentramento di feudi, il re d'Aragona, Martino I l'Umanista, invocando l'atto di concessione della Contea di Empúries, del 1325, annesse la contea ai possedimenti reali, per cui Jona fu contessa solo per pochi mesi.

## Ascendenza
|                                         |                             |                                  | Genitori                            |  |  | Nonni |  |  | Bisnonni                  |  |  | Trisnonni                  |  |
|                                         |                             |                                  |                                     |  |  |       |  |  | 8. Jaume II, re d'Aragona |  |  | 16. Pere III, re d'Aragona |  |
|                                         |                             |                                  |                                     |  |  |       |  |  | 8. Jaume II, re d'Aragona |  |  | 16. Pere III, re d'Aragona |  |
|                                         |                             | 17. Costanza II di Sicilia       |                                     |  |  |       |  |  | 8. Jaume II, re d'Aragona |  |  |                            |  |
| 4. Ramon Berenguer I, conte di Empúries |                             |                                  |                                     |  |  |       |  |  | 8. Jaume II, re d'Aragona |  |  |                            |  |
|                                         |                             | 9. Bianca di Napoli              | 18. Carlo II, re di Napoli          |  |  |       |  |  |                           |  |  |                            |  |
|                                         |                             | 9. Bianca di Napoli              | 18. Carlo II, re di Napoli          |  |  |       |  |  |                           |  |  |                            |  |
|                                         |                             | 9. Bianca di Napoli              | 19. Mária Magyarországi             |  |  |       |  |  |                           |  |  |                            |  |
| 2. Joan I, conte di Empúries            |                             | 9. Bianca di Napoli              |                                     |  |  |       |  |  |                           |  |  |                            |  |
|                                         |                             | 10. Jaume II, barone di Xèrica   | 20. Jaume I, barone di Xèrica       |  |  |       |  |  |                           |  |  |                            |  |
|                                         |                             | 10. Jaume II, barone di Xèrica   | 20. Jaume I, barone di Xèrica       |  |  |       |  |  |                           |  |  |                            |  |
|                                         |                             | 10. Jaume II, barone di Xèrica   | 21. Elfa Álvarez de Azagra          |  |  |       |  |  |                           |  |  |                            |  |
| 5. Maria de Xèrica                      |                             | 10. Jaume II, barone di Xèrica   |                                     |  |  |       |  |  |                           |  |  |                            |  |
|                                         |                             | 11. Beatrice di Lauria           | 22. Ruggiero, signore di Lauria     |  |  |       |  |  |                           |  |  |                            |  |
|                                         |                             | 11. Beatrice di Lauria           | 22. Ruggiero, signore di Lauria     |  |  |       |  |  |                           |  |  |                            |  |
|                                         |                             | 11. Beatrice di Lauria           | 23. Margherita Lancia               |  |  |       |  |  |                           |  |  |                            |  |
| 1. Pere III, conte di Empúries          |                             | 11. Beatrice di Lauria           |                                     |  |  |       |  |  |                           |  |  |                            |  |
|                                         | 12. Alfons IV, re d'Aragona | 24. Jaume II, re d'Aragona (= 8) |                                     |  |  |       |  |  |                           |  |  |                            |  |
|                                         | 12. Alfons IV, re d'Aragona | 24. Jaume II, re d'Aragona (= 8) |                                     |  |  |       |  |  |                           |  |  |                            |  |
|                                         | 12. Alfons IV, re d'Aragona | 25. Bianca di Napoli (= 9)       |                                     |  |  |       |  |  |                           |  |  |                            |  |
| 6. Pere IV, re d'Aragona                | 12. Alfons IV, re d'Aragona |                                  |                                     |  |  |       |  |  |                           |  |  |                            |  |
|                                         |                             | 13. Teresa, baronessa d'Entença  | 26. Gombau, barone d'Entença        |  |  |       |  |  |                           |  |  |                            |  |
|                                         |                             | 13. Teresa, baronessa d'Entença  | 26. Gombau, barone d'Entença        |  |  |       |  |  |                           |  |  |                            |  |
|                                         |                             | 13. Teresa, baronessa d'Entença  | 27. Constanza de Antillón y Cabrera |  |  |       |  |  |                           |  |  |                            |  |
| 3. Joana d'Aragó i de Navarra           |                             | 13. Teresa, baronessa d'Entença  |                                     |  |  |       |  |  |                           |  |  |                            |  |
|                                         |                             | 14. Philippe III, conte d'Évreux | 28. Louis, conte d'Évreux           |  |  |       |  |  |                           |  |  |                            |  |
|                                         |                             | 14. Philippe III, conte d'Évreux | 28. Louis, conte d'Évreux           |  |  |       |  |  |                           |  |  |                            |  |
|                                         |                             | 14. Philippe III, conte d'Évreux | 29. Marguerite d'Artois             |  |  |       |  |  |                           |  |  |                            |  |
| 7. Marie de Navarre                     |                             | 14. Philippe III, conte d'Évreux |                                     |  |  |       |  |  |                           |  |  |                            |  |
|                                         |                             | 15. Jeanne II de Navarre         | 30. Louis X, re di Francia          |  |  |       |  |  |                           |  |  |                            |  |
|                                         |                             | 15. Jeanne II de Navarre         | 30. Louis X, re di Francia          |  |  |       |  |  |                           |  |  |                            |  |
|                                         |                             | 15. Jeanne II de Navarre         | 31. Marguerite de Bourgogne         |  |  |       |  |  |                           |  |  |                            |  |
|                                         |                             | 15. Jeanne II de Navarre         |                                     |  |  |       |  |  |                           |  |  |                            |  |

### Fonti primarie
- (ES)  #ES Anales de la Corona de Aragon (Zaragoza), Tome II.

### Letteratura storiografica
- (ES)  Real Academia de la Historia, Pedro de Aragón.